# Miss Mondo 2002
Miss Mondo 2002, la cinquantaduesima edizione di Miss Mondo, si è tenuta il 7 dicembre 2002, presso l'Alexandra Palace di Londra. Il concorso è stato presentato da Sean Kanan e Claire Elizabeth Smith ed è stato trasmesso da Channel Five. Sono intervenuti nel corso della serata il cantante Chayanne e il gruppo musicale BBMak. Azra Akın, rappresentante della Turchia è stata incoronata Miss Mondo 2002, dalla detentrice del titolo uscente, Agbani Darego.

## Risultati

### Piazzamenti
| Risultato       | Concorrente |
| --------------- | --- |
| Miss Mondo 2002 | - Turchia - Azra Akın |
| 2ª classificata | - Colombia - Natalia Peralta |
| 3ª classificata | - Perù - Marina Mora |
| 4ª classificata | - Norvegia - Kathrine Sørland |
| 5ª classificata | - Cina - Wu Yingna |
| Finaliste       | - Australia - Nicole Rita Gazal - Filippine - Katherine Anne Manalo - Nigeria - Chinenye Ochuba - Stati Uniti - Rebekah Revels - Venezuela - Goizeder Azúa |
| Semifinaliste   | - Aruba - Rachelle Oduber - Bosnia ed Erzegovina - Daniela Vinš - Curaçao - Ayanette Statia - India - Shruti Sharma - Italia - Suzanne Zuber - Jugoslavia - Ana Šargić - Paesi Bassi - Elise Boulogne - Porto Rico - Cassandra Polo - Russia - Anna Tatarintseva - Vietnam - Phạm Thị Mai Phương |

NOTA - Il sito ufficiale elencava la Norvegia come quarta classificata e la Cina come quinta classificata, anche se durante la trasmissione del concorso sono state annunciate soltanto la prima, la seconda e la terza classificata.

### Regine continentali
| Risultato      | Concorrente                  |
| -------------- | ---------------------------- |
| Africa         | - Nigeria - Chinenye Ochuba  |
| Americhe       | - Colombia - Natalia Peralta |
| Asia e Oceania | - Cina - Wu Yingna           |
| Caraibi        | - Aruba - Rachelle Oduber    |
| Europa         | - Turchia - Azra Akın        |

### Riconoscimenti speciali
| Riconoscimento            | Concorrente                    |
| ------------------------- | ------------------------------ |
| Miss World Talent         | - Stati Uniti - Rebekah Revels |
| Best World Dress Designer | - Turchia - Azra Akın          |
| Miss World Scholarship    | - eSwatini - Nozipho Shabangu  |

## Concorrenti
- Albania - Anjeza Maja
- Algeria - Lamia Saoudi
- Angola - Rosa Mujinga Muxito
- Antigua e Barbuda - Zara Razzaq
- Argentina - Tamara Henriksen
- Aruba - Rachelle Oduber
- Australia - Nicole Rita Gazal
- Bahamas - T'Shura Ambrose
- Barbados - Natalie Webb-Howell
- Belgio - Sylvie Doclot
- Belize - Karen Russell
- Bolivia - Alejandra Montero
- Bosnia ed Erzegovina - Daniela Vinš
- Botswana - Lomaswati Dlamini
- Brasile - Taíza Thomsen
- Bulgaria - Desislava Antoniya Guleva
- Canada - Lyndsey Bennett
- Cile - Daniela Casanova
- Cina - Wu Yingna
- Cipro - Angela Droudsioutou
- Colombia - Natalia Peralta
- Croazia - Nina Slamić
- Curaçao - Ayanette Statia
- Ecuador - Jessica Angulo
- Estonia - Triin Sommer
- Filippine - Katherine Anne Manalo
- Finlandia - Hanne Hynnynen
- Francia - Caroline Chamorand
- Galles - Michelle Bush
- Germania - Indira Selmic
- Ghana - Shaida Buari
- Giamaica - Danielle O'Hayon
- Giappone - Yuko Nabeta
- Gibilterra - Damaris Hollands
- Grecia - Katerina Georgiadou
- Guyana - Odessa Phillips
- Hong Kong - Victoria Jane Jolly
- India - Shruti Sharma
- Inghilterra - Daniella Luan
- Irlanda - Lynda Duffy
- Irlanda del Nord - Gayle Williamson
- Isole Vergini Americane - Hailey Cagan
- Israele - Karol Lowenstein
- Italia - Susanne Zuber
- Jugoslavia - Ana Šargić
- Kazakistan - Olga Sidorenko
- Kenya - Maryanne Kariuki
- Lettonia - Baiba Svarca
- Libano - Bethany Kehdy
- Lituania - Oksana Semenišina
- Macedonia - Jasna Spasovska
- Malaysia - Mabel Ng
- Malta - Joyce Gatt
- Messico - Blanca Zumárraga
- Namibia - Ndapewa Alfons
- Nicaragua - Hazel Calderón
- Nigeria - Chinenye Ochuba
- Norvegia - Kathrine Sørland
- Nuova Zelanda - Rachel Huljich
- Paesi Bassi - Elise Boulogne
- Panama - Yoscelin Sánchez
- Perù - Marina Mora
- Polonia - Marta Matyjasik
- Porto Rico - Cassandra Polo
- Rep. Ceca - Kateřina Smržová
- Romania - Cleopatra Popescu
- Russia - Anna Tatarintseva
- Scozia - Paula Murphy
- Singapore - Sharon Cintamani
- Slovacchia - Eva Verešová
- Slovenia - Nataša Krajnc
- Spagna - Lola Alcocer
- Stati Uniti - Rebekah Revels
- Sudafrica - Claire Sabbagha
- eSwatini - Nozipho Shabangu
- Svezia - Sophia Hedmark
- Tahiti - Rava Maiarii
- Tanzania - Angela Damas Mtalima
- Thailandia - Ticha Leungpairoj
- Trinidad e Tobago - Janelle Rajnauth
- Turchia - Azra Akın
- Ucraina - Iryna Udovenko
- Uganda - Rehema Ni Nakuya
- Ungheria - Renata Rosz
- Uruguay - Natalia Figueras
- Venezuela - Goizeder Azúa
- Vietnam - Phạm Thị Mai Phương
- Zimbabwe - Linda van Beek

## Controversie
L'edizione è stata coinvolta in alcune controversie legate al caso di Amina Lawal, una ragazza nigeriana condannata alla lapidazione per adulterio e per aver concepito un figlio al di fuori del matrimonio. La sentenza era stata emessa da un tribunale islamico il 22 marzo 2002.
Nell'anno precedente la fase finale in Nigeria, diverse detentrici del titolo europeo hanno esercitato pressioni sui propri governi e sul parlamento europeo affinché sostenessero la causa di Amina Lawal.

Una volta venuta a conoscenza del caso, la modella Kathrine Sørland, Miss Norvegia 2002 e qualificata per la finale, dichiarò che avrebbe boicottato il concorso ed invitò le altre concorrenti a fare lo stesso. La Sørland fu una delle maggiori portavoce della protesta e varie concorrenti seguirono il suo esempio; altrove, la decisione di non partecipare fu presa dagli stessi governi e parlamenti nazionali, come ad esempio in Costa Rica. Fra le altre nazioni che decisero di boicottare, vi furono Danimarca, Spagna, Svizzera, Panama, Belgio e Kenya. Miss Francia 2002 Sylvie Tellier si schierò apertamente in favore di Amina e annunciò il proprio ritiro dal concorso per protesta.
Sebbene felice della solidarietà ricevuta, la Lawal chiese alle concorrenti di non sospendere la loro partecipazione al concorso, dicendo che era per il bene del suo paese e che avrebbero potuto sostenere la sua causa in maniera molto più ampia sul campo, in Nigeria.
Nonostante la crescente visibilità internazionale che il boicottaggio stava guadagnando sulla stampa mondiale, il concorso cominciò a svolgersi in Nigeria, dopo essere stato riprogrammato per evitare di avere luogo durante il Ramadan. Tuttavia, vi furono ulteriori problemi.
Il quotidiano di Lagos This Day pubblicò un editoriale dove, in risposta al bigottismo di alcune frange musulmane contrarie al concorso, si suggeriva che Maometto avrebbe probabilmente scelto una delle sue mogli fra le concorrenti. Questo provocò rivolte interreligiose iniziate il 22 novembre in cui furono uccise oltre 200 persone. La città di Kaduna e molti luoghi di culto furono bruciati da fanatici religiosi, in quelli che vengono ricordati come Miss World riots.
A causa di questi disordini, la kermesse del 2002 fu quindi spostata a Londra, in seguito a rapporti ampiamente diffusi secondo cui le rappresentanti del Canada e della Corea si erano ritirate dal concorso e erano tornate nei rispettivi paesi per motivi di sicurezza. 
In Nigeria fu emessa una fatwa che invitava alla decapitazione della donna autrice delle parole incriminate, la giornalista Isioma Daniel, ma fortunatamente fu dichiarata nulla dalle autorità competenti dell'Arabia Saudita.
Dopo che il concorso fu trasferito in Gran Bretagna, molte delle concorrenti che avevano boicottato scelsero di tornare a partecipare: tra di esse, Miss Norvegia Kathrine Sørland, che in finale arrivò quarta. Altri paesi tornarono con miss diverse (ad esempio, la Francia).
La vincitrice finale del concorso fu Azra Akın della Turchia, il primo paese a maggioranza musulmana a detenere il titolo dopo l'Egitto nel 1954.
Amina Lawal fu finalmente assolta e liberata nel febbraio 2004.